# Hospital Italiano de Montevideo

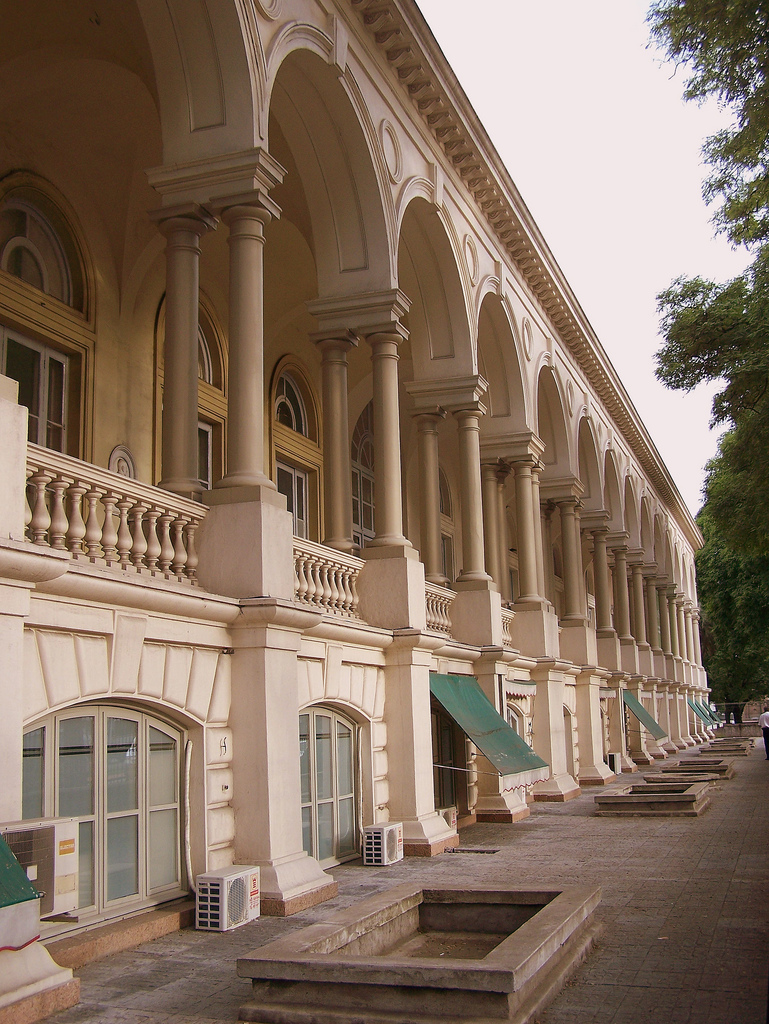
Pasiva del Hospital Italiano sobre el Bulevar Artigas.

El Hospital Italiano de Montevideo, cuyo nombre oficial es Hospital Italiano Umberto I, es un centro sanitario fundado en 1890 en la capital de Uruguay. El edificio, de estilo neoclasicista tardío, es obra del arquitecto Luis Andreoni.
La estructura, así como los pilares que sustentan la base sobre la que se erige el modelo original, son el resultado de un proceso de construcción tardío en una ciudad que, en principio, comenzó a expandirse recién en la última etapa del siglo XIX con la llegada de inmigrantes europeos y el cese de las guerras internas e independentistas del nuevo país.
El hospital funciona, desde entonces, de forma casi ininterrumpida desde hace más de 110 años, si bien el deterioro que conlleva el paso del tiempo ha propiciado que muchas de sus instalaciones, entre ellas las de las fachadas lateral y posterior, hayan tenido que ser restauradas con el apoyo de fondos destinados de forma conjunta por los gobiernos de Uruguay e Italia en 2003.

## Historia

Vista del Hospital Italiano desde Bulevar Artigas y Jorge Canning

Tras la resaca de las guerras por la independencia que habían aquejado al país durante buena parte del siglo XIX, el nuevo Estado se iba consolidando sobre los primeros principios constitucionales que garantizaban su soberanía. La carta magna, acordada con el visto bueno de las partes entonces implicadas - Argentina, Brasil e Inglaterra - en la Convención Preliminar de Paz de Río de Janeiro, en 1828, daban a la antigua Provincia Cisplatina el estatus de territorio independiente.
Este hecho supuso, entre otras cosas, el reconocimiento internacional de un nuevo país que pese a haberse consolidado como tal, mantenía carencias importantes de tipo político, económico y social. No será sino hasta mediados del siglo XIX cuando Uruguay logra poner fin a una serie de irregularidades que no ayudaban a solventar la crisis partidaria interna. 
La relativa hegemonía política alcanzada a comienzos del siglo XX, acompañada de la Primera Guerra Mundial que afectaba sobre todo a Europa, hizo que muchos inmigrantes de aquel continente buscaran asilo en América. La consiguiente llegada al puerto de Montevideo, de ciudadanos españoles e italianos, y en menor medida, de franceses, alemanes, rusos y polacos, incrementó notoriamente el número de habitantes del país. Asimismo, un grupo de franceses e italianos atraídos por la lucha en defensa de la identidad nacional, participaron de forma activa en los combates más relevantes, desde el punto de vista histórico, que tuvieron lugar en el actual emplazamiento del hospital italiano. La conocida como Batalla de Tres Cruces, hacia la década de 1840, en la zona que hoy se conoce como Parque de los Aliados - o Parque Batlle - llevó al enfrentamiento de tropas rebeldes, entre ellas la de la Legión Francesa de Montevideo, contra los rosistas argentinos.
El rápido crecimiento de una ciudad hasta entonces envuelta en rencillas y disputas territoriales, daba un giro al estilo de vida y a las necesidades básicas de una población que, ya en datos del censo de 1900, acogía a un 30% de inmigrantes.
La fundación del hospital, en una zona de extramuros, por encargo de la embajada de Italia en Montevideo, fue ejecutada tras casi una década de trabajo. El objetivo inicial de la institución creada bajo tutela y dirección del arquitecto italo-uruguayo Luis Andreoni, era el de prestar los servicios sanitarios básicos para apalear de esa forma el alto porcentaje de mortalidad infantil, producto de la escasez de recursos y de centros hospitalarios de acceso púbico y comunitario. El acto de inauguración, en 1890, congregó a un gran porcentaje de ciudadanos uruguayos y extranjeros. Sobre el perímetro del Parque Batlle, se alzaron más de cincuenta banderas del antiguo Reino de Italia.

### Inmigración italiana

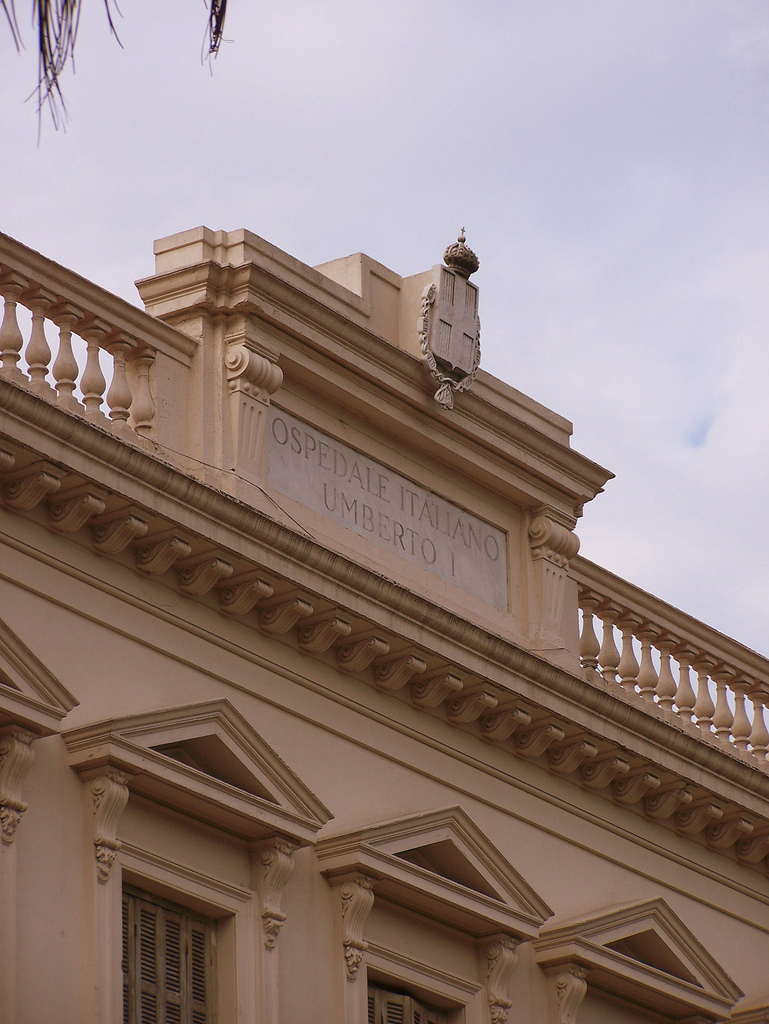
Entrada principal, donde se puede leer el nombre original: Ospedale italiano Umberto I.

Los primeros emigrantes italianos que llegaron a tierras orientales lo hicieron durante la época en la que el país era aún una colonia española. La mayoría de ellos eran de origen genovés, napolitano, veneciano o siciliano. 
Más tarde, a comienzos del siglo XIX, en plena batalla independentista encabezada por el líder militar italiano Giuseppe Garibaldi, muchos de sus compatriotas se sintieron atraídos por las ideas plasmadas por el caudillo. El movimiento político al que se suscribieron tanto rioplatenses como criollos o italianos se conoce actualmente como "corriente garibaldina". De la labor y gestión de Garibaldi, surgieron diversos homenajes a su figura, como una avenida en Montevideo que lleva su nombre, monumentos a su memoria en las ciudad de Salto y Colonia del Sacramento, Uruguay y un hospital italiano en Buenos Aires, entre otros. 
Entre finales del siglo XIX y comienzos del XX, tiene lugar una tercera fase de inmigración proveniente de Italia. Es la que se conoce comúnmente como "migración transformadora", pues durante este período Uruguay experimentó cambios significantes en el estilo y calidad de vida de su población. Los italianos que llegarían tanto en esta fase como en la cuarta y última etapa, la de posguerra mundial, harían grandes aportes en la arquitectura y la gastronomía nacional. De este acervo cultural se desprende la fundación del hospital italiano, que data de la última década del siglo XIX, y que lleva por nombre el del segundo monarca de la península itálica, el rey Humberto I de Saboya.
En el interior del país, aunque la influencia italiana fue más aislada, se fundaron diversas entidades con el propósito de difundir y mantener el elemento cultural de aquel país europeo. En Paysandú tuvo lugar uno de los cambios más notorios, donde actualmente se estima que el 60% de su población es de origen o ascendencia italiana. Entre las sociedades más destacadas cabe citar la Unione e Benevolenza, la Scuola Italiana y la Federazione Italiana de Paysandú, de emplazamiento más actual.

## Arquitectura

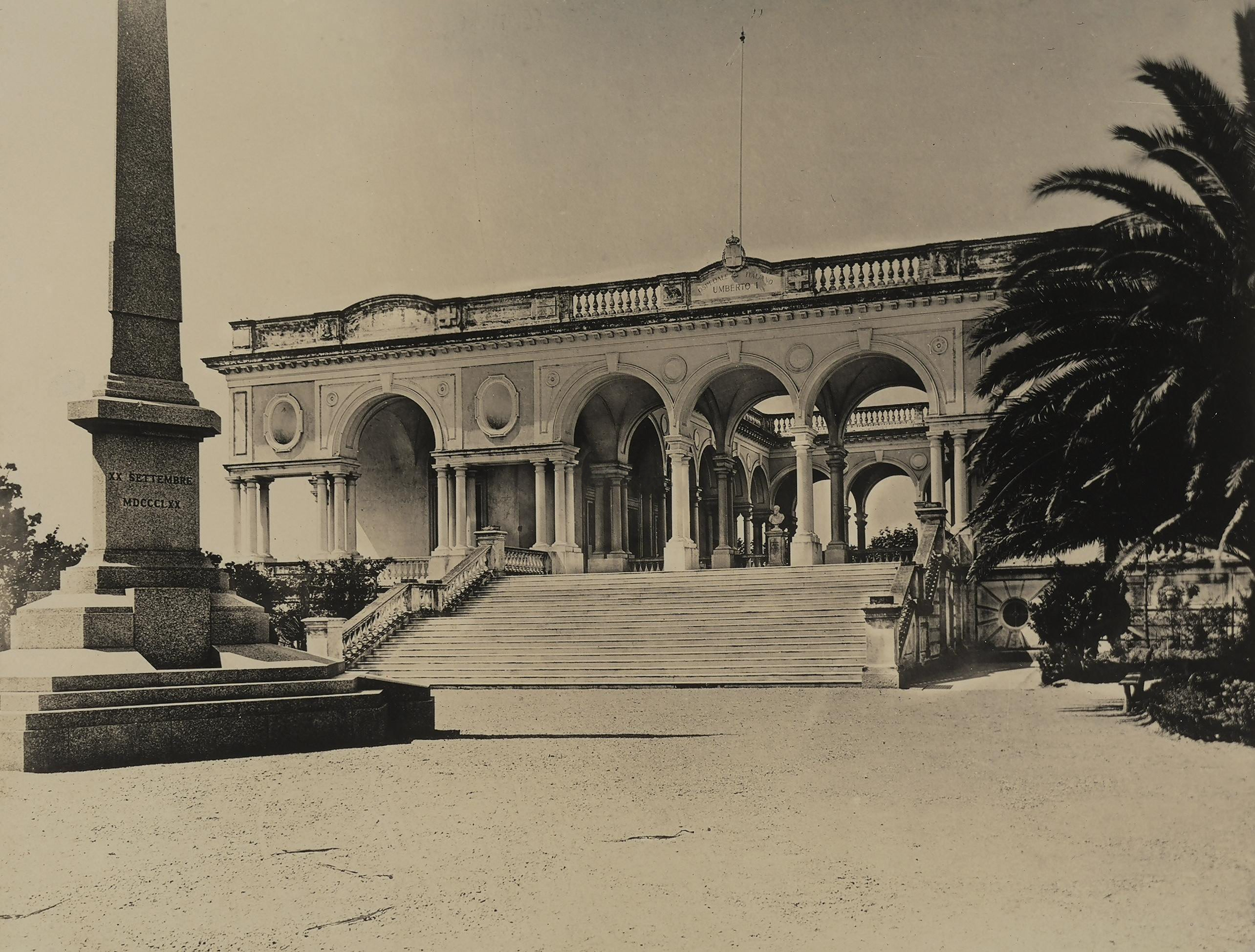
Hospital Italiano en 1920

El edificio en su conjunto pertenece a la etapa conocida como arquitectura neoclásica, que tuvo sus orígenes en las escuelas para el estudio del arte en Italia. De esta fase arquitectónica surgen otros monumentos famosos como la Puerta de Alcalá en Madrid, obra de Francesco Sabatini.
El arquitecto encargado de dirigir y planificar la estructura de influencia historicista fue Luis Andreoni, también responsable de la fundación de la Estación Central y el Club Uruguay, y que se basó en un procedimiento tan artístico como científico en su precisión, característica de una época en la que se buscaba economizar en recursos. En este sentido, el hospital italiano es uno de los primeros representantes del arte progresista en Uruguay, de tinte simplista y objetivo frente a la subjetividad y decoro que habían caracterizado a etapas anteriores y que verían un ligero renacimiento en la edificación, también en manos de arquitectos italianos, del Palacio Legislativo de Montevideo, en 1925. 
Los capiteles de estilo romano, construidos sobre una base firme y en dirección geométrica exacta, en dos de los cuatro frentes de la construcción, realzan el concepto de unión entre arte y ciencia, típico del neoclasicismo tardío. Se busca, además, revivir un modelo clásico y occidental, por lo que se emplean materiales como el mármol, el granito y azulejos importados de Europa con el fin de recrear una imagen que combinara los matices del arte antiguo con 
los avances de la ciencia moderna. Finalmente, el ala que da a Bulevar Artigas, conocido como "Pasiva del Hospital Italiano", es un entramado de esculturas y figuras en bronce que rememoran a grandes personalidades tanto de Italia como de Uruguay. El busto en homenaje al prócer nacional José Gervasio Artigas se erige también al lado del hospital. 
La superficie del hospital es de aproximadamente 30.000 m² (teniendo en cuenta ambas plantas y territorios exteriores) y su antigüedad, de más de 110 años, lo sitúan entre uno de los hospitales activos más añejos de Montevideo y del país. Se ubica en el cruce de las avenidas 8 de Octubre e Italia, sobre la intersección de estas dos con Bulevar Artigas y la calle Jorge Canning. La instalación se divide en dos zonas con fines específicos: hospital y sanatorio. El área de maternidad se atiende en la primera, mientras que las consultas médicas y las intervenciones quirúrgicas tienen lugar en la segunda.

## Servicios médicos

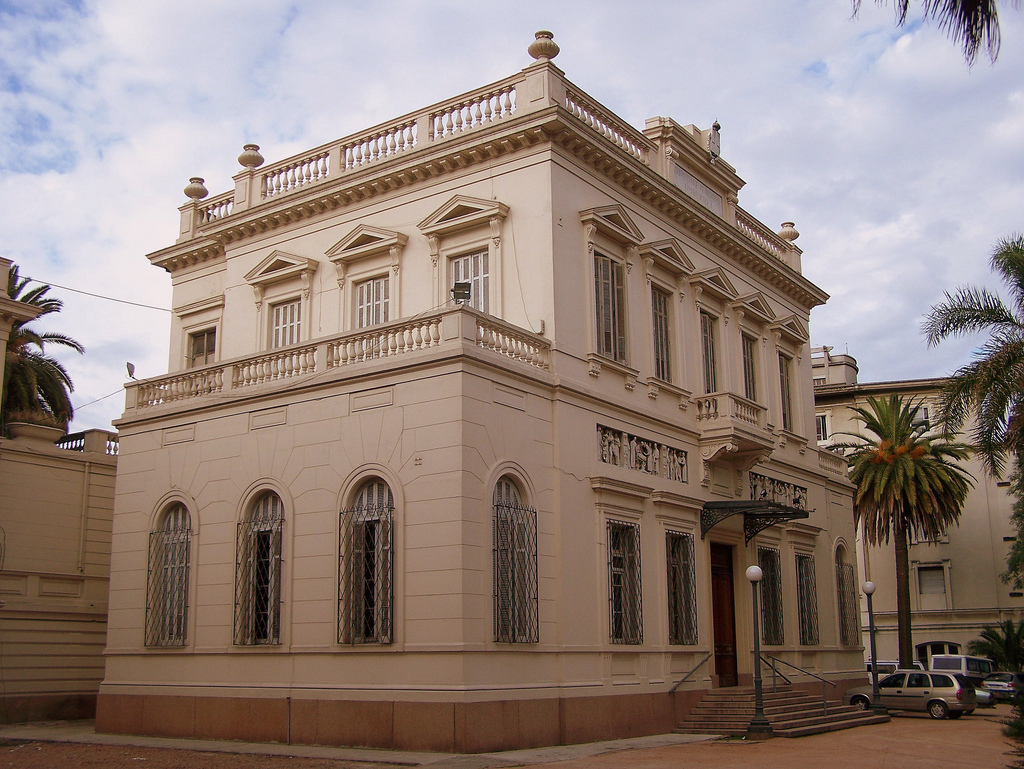
El hospital tras las obras de restauración.

El hospital italiano ha ocupado desde siempre un papel preponderante en el campo de la medicina uruguaya. El servicio médico es privado pero depende de forma directa del Ministerio de Salud Pública (MSP) y, como tal, también ofrece tratamiento de bajo coste para enfermos terminales y de segundo grado. Se realizan consultas médicas, a menudo mediante cita previa con la mutualista Universal de Montevideo. 
En la actualidad sigue abierta el área de maternidad (ininterrumpida desde su fundación) y se han agregado nuevas especialidades en el campo de la cirugía y los avances tecnológicos. Las operaciones de riñón y el trasplante de órganos son algunas de las técnicas puestas en marcha de forma más reciente. 
Pese al deterioro físico del establecimiento y del embargo que presentaba hasta comienzos de 2004, esfuerzos conjuntos por parte de los representantes del gobierno italiano en el Uruguay, y del Sindicato Médico Uruguayo (SMU) han podido contrarrestar la deuda y el deterioro del hospital, aportando donativos para la remodelación y mejora de sus instalaciones internas y externas. La obra fue aprobada por los directivos del centro hospitalario, Jorge Massa y Renato Azzoni.
Una inminente crisis llevó al Hospital Italiano a la quiebra. Sociedad Médica Universal, fue el servicio médico que adquirió el Hospital Italiano y hoy en día ha realizado numerosas obras y arreglos para devolver al Hospital Italiano su belleza física y su funcionamiento que buscó siempre la excelencia. Hoy en día el edificio que es patrimonio nacional, forma parte de la institución médica Universal y posee además servicios privados que arriendan el espacio allí.